# Памятник Ярославу Мудрому (Белая Церковь)
Памятник Ярославу Мудрому — монументальная скульптура Великого князя Киевского Ярослава Владимировича Мудрого
Установлен в 1983 году к 950-летнему юбилею г. Белая Церковь, Киевская область. Расположен на смотровой площадке Замковой горы, где в XI—XIII веках находился детинец древнерусского города Юрьев, основанного Ярославом Мудрым в 1032 году. Город Святый-Георгий-на-Роси (в летописях фигурирует краткое название Юрьев) был одним из южных форпостов, которые сдерживали нападения кочевников. Историки утверждают, что в 1050 году Ярослав Мудрый воздвиг на Замковой горе епископскую церковь из белого камня. После разрушения города монголо-татарами в XIII веке это сооружение долгое время служила переселенцам ориентиром среди густых и диких лесов, покрывавших в то время долину р. Роси. Именно поэтому место, где стоял собор, а затем и город, восстал из руин княжеского Юрьева на скалистом берегу, получило название Белая Церковь.
Между памятником и зданием краеведческого музея находятся законсервированные остатки фундамента поздней Георгиевской церкви, которая дала нынешнее название городу. В 2011-2013 годах на территории Замковой горы был построен новый храм Святого Георгия, стилизованный под древнерусскую архитектуру.
На пьедестале установлена мемориальная плита, на которой написано на украинском языке: Основателю города Юрьева (Белой Церкви) Киевскому князю Ярославу Мудрому (978—1054)